# Archosauria
Gli arcosauri (Archosauria, dal greco "lucertole dominatrici") sono un gruppo di sauropsidi diapsidi che si svilupparono da antenati arcosauriformi durante il Triassico inferiore (Olenekiano, circa 245 milioni di anni fa). Ai giorni nostri, gli unici arcosauri esistenti sono i coccodrilli e gli uccelli (gli unici dinosauri sopravvissuti all'estinzione alla fine del Cretaceo).

## Caratteristiche
Gli arcosauri si distinguono dagli altri tetrapodi in base a varie sinapomorfie (tratti in comune) riconducibili a un singolo antenato. Le sinapomorfie più ovvie includono denti infissi in alveoli, la presenza di finestre antorbitali e mandibolari (aperture di fronte alle orbite e sulla mascella inferiore), e un quarto trocantere (una sporgenza sul femore). Siccome i denti sono contenuti in alveoli, il rischio che si stacchino dalla mandibola durante la masticazione è ridotto. Questa caratteristica ha condotto al termine "tecodonte" (cioè, "denti in alveoli"), che viene spesso usato dai paleontologi per descrivere vari arcosauri triassici. Certi arcosauri, come gli uccelli, hanno perso questa caratteristica in favore di un becco sdentato. Le finestre antorbitali riducevano il peso del cranio, che era assai massiccio negli arcosauri primitivi, simili ai coccodrilli odierni. Le finestre mandibolari potrebbero aver svolto uno scopo simile nelle mascelle inferiori. Il quarto trocantere permette un'ulteriore inserzione dei muscoli sul femore. Il rinforzamento dell'arto posteriore permetteva agli arcosauri primitivi di assumere una postura eretta, e ciò potrebbe essere stato il fattore decisivo per la sopravvivenza degli arcosauri e dei loro immediati progenitori durante la catastrofica estinzione di massa del Permiano–Triassico.

## Evoluzione

### Origini
C'è ancora dibattito su quando gli arcosauri siano apparsi per la prima volta. Coloro che classificano i rettili permiani Archosaurus rossicus e Protorosaurus speneri come veri arcosauri sostengono che gli arcosauri ebbero origine durante il tardo Permiano. Alcuni tassonomisti classificano sia A. rossicus che P. spenseri come arcosauriformi (cioè, imparentati con gli arcosauri, ma non arcosauri propriamente detti); questi tassonomisti ritengono che gli arcosauri si siano evoluti da antenati arcosauriformi durante lo stadio Olenkiano del Triassico inferiore. Gli arcosauri più antichi sono rappresentati dai rauisuchi, come Scythosuchus e Tsylmosuchus, entrambi originari della Russia Olenkiana.

### Conquista arcosaura del Triassico

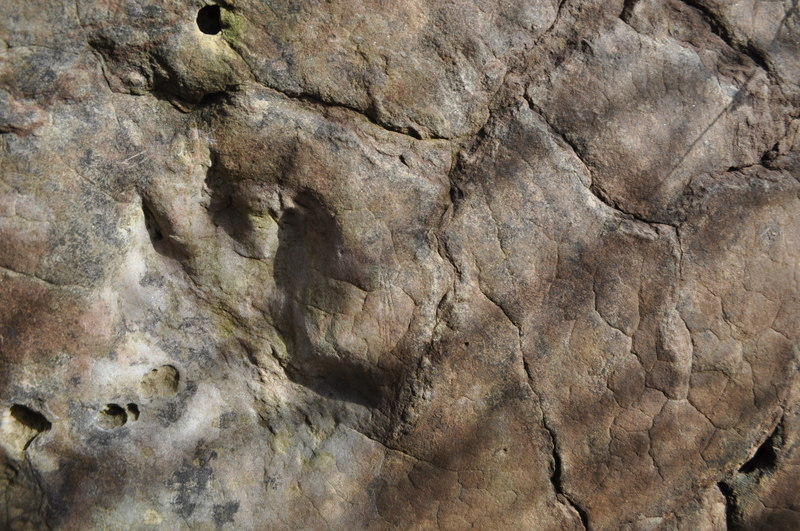
Impronte di Chirotherium rinvenuti in sedimenti Triassici

I vertebrati dominanti durante il Permiano erano i sinapsidi (un gruppo che contiene gli antenati dei mammiferi), ma la maggior parte di essi si estinsero durante l'estinzione di massa del Permiano–Triassico. Pochi sinapsidi sopravvissero all'evento, ma almeno una forma, il dicinodonte erbivoro Lystrosaurus, occupò un areale vasto poco dopo l'estinzione dei suoi cugini.
Le nicchie ecologiche lasciate aperte dalla scomparsa della maggior parte dei sinapsidi furono presto riempite dagli arcosauri, che divennero i vertebrati terrestri dominanti durante il Triassico inferiore. Le due ragioni più accettate sono:
- Gli arcosauri svilupparono una postura eretta prima dei sinapsidi, così fornendosi di superiore resistenza nella corsa. Un'obiezione a questa ipotesi sta nel fatto che gli arcosauri ebbero il sopravvento quando avevano ancora gli arti divaricati, similmente a Lystrosaurus e altri sinapsidi.
- Il Triassico inferiore era principalmente arido, poiché la maggior parte della superficie terrestre era concentrata in un supercontinente denominato Pangea. È probabile che gli arcosauri fossero meglio adattati nel conservare i loro fluidi corporei, visto che i diapsidi moderni sono uricotelici e privi di ghiandole. Invece i mammiferi (e probabilmente anche i loro progenitori sinapsidi) espellono urea in soluzione acquosa, e posseggono ghiandole che secernono liquidi corporei. Secondo gli studiosi di Palaeos, un sito usato come fonte principale da vari paleontologi, il Triassico inferiore aveva un clima simile a quello dell'Australia plio-pleistocenica, dove i carnivori terrestri più grossi erano infatti i coccodrilli e i varani giganti.[4]

Questa teoria però non è accettata unanimemente, implicando che i sinapsidi fossero meno capaci di risparmiare liquidi e che il loro declino fosse dovuto a cambiamenti climatici, entrambe ipotesi non provate. Inoltre, ci sono mammiferi odierni adattati a climi desertici, e certi cinodonti superstiti come Trucidocynodon erano predatori di grandezza notevole.

## Forme principali
Sin dagli anni settanta, gli scienziati hanno classificato gli arcosauri soprattutto in base alle loro caviglie. Gli arcosauri più primitivi erano forniti di mesotarsali primitivi: l'astragalo e il calcagno erano fissati alla tibia e al perone da suture, e l'articolazione mobile era presente solo tra queste ossa e il resto del piede.
Gli pseudosuchi apparvero nel Triassico inferiore, ed erano forniti di una caviglia dove l'astragalo era collegato alla tibia mediante una sutura. L'articolazione ruotava intorno a una protuberanza sull'astragalo, a sua volta fissato in una concavità del calcagno. I "crurotarsani" primitivi mantenevano una postura divaricata, mentre alcuni crurotarsani successivi svilupparono arti inferiori che permettevano una postura eretta (soprattutto nei rauisuchi). I coccodrilli odierni sono crurotarsani capaci di camminare sia con postura divaricata che eretta, a seconda della velocità. In contrasto, gli Euparkeria e gli ornitosuchi erano forniti di caviglie "crurotarse inverse", con una protuberanza sul calcagno e una concavità sull'astragalo.
I fossili più antichi degli avemetatarsali ("caviglie d'uccello") appaiono nell'epoca carniana del Triassico superiore, ma è difficile vedere come potrebbero essersi derivati dai crurotarsani - probabilmente si sono evoluti molto prima indipendentemente, oppure dagli ultimi arcosauri dotati di caviglie "mesotarsali primitive". La caviglia "mesotarsale avanzata" degli ornitodiri mostrava un astragalo enorme con un calcagno minuscolo, e poteva muoversi in una sola direzione, come un cardine. Questo tratto, utile solo negli animali con postura eretta, forniva agli avemetatarsali superiore stabilità nella corsa. Gli ornitodiri differivano dagli altri arcosauri anche perché erano di corporatura leggera, con colli lunghi e flessuosi, crani più leggeri, e certi generi erano totalmente bipedi. Il quarto trocantere, tipico degli arcosauri, avrebbe reso facile la bipedia negli ornitodiri, poiché generava un'ulteriore leva per i muscoli delle cosce. Durante il Triassico superiore, gli ornitodiri si diversificarono in dinosauri e pterosauri.

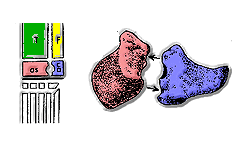
Caviglia mesotarsale primitiva.
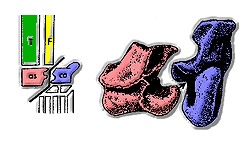
Forma coccodrilliana della caviglia crurotarsale (presente nei coccodrilli odierni).
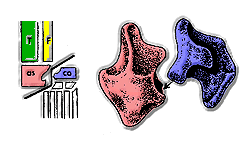
Caviglia crurotarsale inversa.
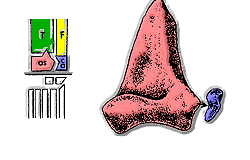
Caviglia mesotarsale avanzata (presente nei dinosauri e pterosauri).

## Classificazione

### Classificazione moderna
Archosauria viene normalmente definito come "gruppo corona", cioè, un clade che include solo i discendenti dell'ultimo antenato in comune dei rappresentanti ancora viventi. Nel caso degli arcosauri, si tratta degli uccelli e dei coccodrilli. Archosauria stesso è posizionato entro il clade degli arcosauriformi, che include i proterocampsidi e gli euparkeriidi. Queste creature imparentate sono spesso definite come arcosauri, malgrado siano posizionate al di fuori di Archosauria e in una posizione più basale entro gli arcosauriformi. Storicamente, molti arcosauriformi furono descritti come arcosauri, inclusi i proterosuchidi e gli eritrosuchidi, sulla base delle loro finestre antorbitali. Benché molti ricercatori preferiscano considerare Archosauria come un clade maldefinito, altri continuano a usarlo all'interno di una suddivisione tradizionale. Archosauria è stato spesso trattato come un superordine, ma molti scienziati del XXI secolo lo hanno proposto come divisione o classe.

### Storia della classificazione
Il termine Archosauria fu coniato dal paleontologo americano Edward Drinker Cope nel 1869 per riunire un gran numero di taxa, tra cui i dinosauri, i coccodrilli, i tecodonti, i sauropterigi (che potrebbero essere invece imparentati con le tartarughe), i rincocefali (un gruppo che Cope credeva includesse i rincosauri, che oggi si sanno essere arcosauromorfi basali, e i tuatara, che sono lepidosauri), e gli anomodonti, che oggi sono considerati sinapsidi. Il termine fu definito come un clade corona nel 1986, così restringendolo a includere taxa più derivati.
Il termine "tecodonte", oggi considerato obsoleto, fu usato per primo dal paleontologo inglese Richard Owen nel 1859 per descrivere gli arcosauri triassici, e fu spesso usato durante il ventesimo secolo. I tecodonti furono considerati gli antenati degli arcosauri successivi, non avendo tratti presenti in uccelli e coccodrilli. Con la rivoluzione cladistica degli anni Ottanta e Novanta, quando la cladistica divenne il metodo principale per classificare gli organismi, i tecodonti non furono più considerati un gruppo valido, essendo un gruppo parafiletico. La scoperta di ornitodiri basali come Lagerpeton e Lagosuchus negli anni settanta rivelò un legame tra i tecodonti e i dinosauri, così contribuendo al graduale disuso del termine "Thecodontia".
Con la scoperta delle caviglie "coccodrilliane normali" e "coccodrilliane inverse" da parte di Sankar Chatterjee nel 1978, fu identificata la diversificazione basale di Archosauria. Chatterjee divise questi due gruppi in pseudosuchi (con la caviglia "normale") e gli ornitosuchi (con la caviglia "inversa"). Si riteneva all'epoca che gli ornitosuchi fossero gli antenati dei dinosauri, ma nel 1979 A. R. I. Cruickshank identificò una diversificazione più antica, e ipotizzò che la caviglia crurotarsiana si fosse sviluppata indipendentemente in questi due gruppi, ma in modi opposti. Cruickshank sostenne anche che lo sviluppo di questi tipi di caviglia permise ai membri più avanzati di entrambi i gruppi di sviluppare posture semi-erette (nel caso dei coccodrilli) o erette (nel caso dei dinosauri).

### Filogenesi
In molte analisi filogenetiche è stato dimostrato che gli Arcosauri sono un gruppo monofiletico, così costituendo un vero clado. Uno dei primi studi sulla filogenesi degli arcosauri fu condotto dal paleontologo francese Jacques Gauthier nel 1986. Gauthier divise gli Archosauria in Pseudosuchia (la stirpe dei coccodrilli) e Ornithosuchia (la stirpe di dinosauri e pterosauri). Pseudosuchia fu definito come il clado di tutti gli arcosauri più imparentati ai coccodrilli, mentre Ornithosuchia fu riservato a quelli imparentati con gli uccelli. L'albero filogenetico risultante escluse i proterocampsidi, gli eritrosuchidi e i proterosuchidi da Archosauria.
Qui di seguito è rappresentato il cladogramma prodotto da Gauthier (1986):
|  | †Aetosauria                                                                                    |
|  |                                                                                                |
|  | \| \| †Rauisuchia \| \| \| \| \| \| Crocodylomorpha (coccodrilli, alligatori ecc.) \| \| \| \| |
|  |                                                                                                |
|  | †Rauisuchia                                                                                    |
|  |                                                                                                |
|  | Crocodylomorpha (coccodrilli, alligatori ecc.)                                                 |
|  |                                                                                                |

|  | †Rauisuchia                                    |
|  |                                                |
|  | Crocodylomorpha (coccodrilli, alligatori ecc.) |
|  |                                                |

|  | †Aetosauria                                                                                    |
|  |                                                                                                |
|  | \| \| †Rauisuchia \| \| \| \| \| \| Crocodylomorpha (coccodrilli, alligatori ecc.) \| \| \| \| |
|  |                                                                                                |
|  | †Rauisuchia                                                                                    |
|  |                                                                                                |
|  | Crocodylomorpha (coccodrilli, alligatori ecc.)                                                 |
|  |                                                                                                |

|  | †Rauisuchia                                    |
|  |                                                |
|  | Crocodylomorpha (coccodrilli, alligatori ecc.) |
|  |                                                |

|  | †Euparkeria                                                                                            |
|  | |
|  | \| \| †Ornithosuchidae \| \| \| \| \| \| Ornithodira (pterosauri, dinosauri, uccelli ecc.) \| \| \| \| |
|  | |
|  | †Ornithosuchidae                                                                                       |
|  | |
|  | Ornithodira (pterosauri, dinosauri, uccelli ecc.)                                                      |
|  | |

|  | †Ornithosuchidae                                  |
|  |                                                   |
|  | Ornithodira (pterosauri, dinosauri, uccelli ecc.) |
|  |                                                   |

|  | †Aetosauria                                                                                    |
|  |                                                                                                |
|  | \| \| †Rauisuchia \| \| \| \| \| \| Crocodylomorpha (coccodrilli, alligatori ecc.) \| \| \| \| |
|  |                                                                                                |
|  | †Rauisuchia                                                                                    |
|  |                                                                                                |
|  | Crocodylomorpha (coccodrilli, alligatori ecc.)                                                 |
|  |                                                                                                |

|  | †Rauisuchia                                    |
|  |                                                |
|  | Crocodylomorpha (coccodrilli, alligatori ecc.) |
|  |                                                |

|  | †Aetosauria                                                                                    |
|  |                                                                                                |
|  | \| \| †Rauisuchia \| \| \| \| \| \| Crocodylomorpha (coccodrilli, alligatori ecc.) \| \| \| \| |
|  |                                                                                                |
|  | †Rauisuchia                                                                                    |
|  |                                                                                                |
|  | Crocodylomorpha (coccodrilli, alligatori ecc.)                                                 |
|  |                                                                                                |

|  | †Rauisuchia                                    |
|  |                                                |
|  | Crocodylomorpha (coccodrilli, alligatori ecc.) |
|  |                                                |

|  | †Euparkeria                                                                                            |
|  | |
|  | \| \| †Ornithosuchidae \| \| \| \| \| \| Ornithodira (pterosauri, dinosauri, uccelli ecc.) \| \| \| \| |
|  | |
|  | †Ornithosuchidae                                                                                       |
|  | |
|  | Ornithodira (pterosauri, dinosauri, uccelli ecc.)                                                      |
|  | |

|  | †Ornithosuchidae                                  |
|  |                                                   |
|  | Ornithodira (pterosauri, dinosauri, uccelli ecc.) |
|  |                                                   |

|  | †Aetosauria                                                                                    |
|  |                                                                                                |
|  | \| \| †Rauisuchia \| \| \| \| \| \| Crocodylomorpha (coccodrilli, alligatori ecc.) \| \| \| \| |
|  |                                                                                                |
|  | †Rauisuchia                                                                                    |
|  |                                                                                                |
|  | Crocodylomorpha (coccodrilli, alligatori ecc.)                                                 |
|  |                                                                                                |

|  | †Rauisuchia                                    |
|  |                                                |
|  | Crocodylomorpha (coccodrilli, alligatori ecc.) |
|  |                                                |

|  | †Aetosauria                                                                                    |
|  |                                                                                                |
|  | \| \| †Rauisuchia \| \| \| \| \| \| Crocodylomorpha (coccodrilli, alligatori ecc.) \| \| \| \| |
|  |                                                                                                |
|  | †Rauisuchia                                                                                    |
|  |                                                                                                |
|  | Crocodylomorpha (coccodrilli, alligatori ecc.)                                                 |
|  |                                                                                                |

|  | †Rauisuchia                                    |
|  |                                                |
|  | Crocodylomorpha (coccodrilli, alligatori ecc.) |
|  |                                                |

|  | †Euparkeria                                                                                            |
|  | |
|  | \| \| †Ornithosuchidae \| \| \| \| \| \| Ornithodira (pterosauri, dinosauri, uccelli ecc.) \| \| \| \| |
|  | |
|  | †Ornithosuchidae                                                                                       |
|  | |
|  | Ornithodira (pterosauri, dinosauri, uccelli ecc.)                                                      |
|  | |

|  | †Ornithosuchidae                                  |
|  |                                                   |
|  | Ornithodira (pterosauri, dinosauri, uccelli ecc.) |
|  |                                                   |

|  | †Aetosauria                                                                                    |
|  |                                                                                                |
|  | \| \| †Rauisuchia \| \| \| \| \| \| Crocodylomorpha (coccodrilli, alligatori ecc.) \| \| \| \| |
|  |                                                                                                |
|  | †Rauisuchia                                                                                    |
|  |                                                                                                |
|  | Crocodylomorpha (coccodrilli, alligatori ecc.)                                                 |
|  |                                                                                                |

|  | †Rauisuchia                                    |
|  |                                                |
|  | Crocodylomorpha (coccodrilli, alligatori ecc.) |
|  |                                                |

|  | †Aetosauria                                                                                    |
|  |                                                                                                |
|  | \| \| †Rauisuchia \| \| \| \| \| \| Crocodylomorpha (coccodrilli, alligatori ecc.) \| \| \| \| |
|  |                                                                                                |
|  | †Rauisuchia                                                                                    |
|  |                                                                                                |
|  | Crocodylomorpha (coccodrilli, alligatori ecc.)                                                 |
|  |                                                                                                |

|  | †Rauisuchia                                    |
|  |                                                |
|  | Crocodylomorpha (coccodrilli, alligatori ecc.) |
|  |                                                |

|  | †Euparkeria                                                                                            |
|  | |
|  | \| \| †Ornithosuchidae \| \| \| \| \| \| Ornithodira (pterosauri, dinosauri, uccelli ecc.) \| \| \| \| |
|  | |
|  | †Ornithosuchidae                                                                                       |
|  | |
|  | Ornithodira (pterosauri, dinosauri, uccelli ecc.)                                                      |
|  | |

|  | †Ornithosuchidae                                  |
|  |                                                   |
|  | Ornithodira (pterosauri, dinosauri, uccelli ecc.) |
|  |                                                   |

|  | †Aetosauria                                                                                    |
|  |                                                                                                |
|  | \| \| †Rauisuchia \| \| \| \| \| \| Crocodylomorpha (coccodrilli, alligatori ecc.) \| \| \| \| |
|  |                                                                                                |
|  | †Rauisuchia                                                                                    |
|  |                                                                                                |
|  | Crocodylomorpha (coccodrilli, alligatori ecc.)                                                 |
|  |                                                                                                |

|  | †Rauisuchia                                    |
|  |                                                |
|  | Crocodylomorpha (coccodrilli, alligatori ecc.) |
|  |                                                |

|  | †Aetosauria                                                                                    |
|  |                                                                                                |
|  | \| \| †Rauisuchia \| \| \| \| \| \| Crocodylomorpha (coccodrilli, alligatori ecc.) \| \| \| \| |
|  |                                                                                                |
|  | †Rauisuchia                                                                                    |
|  |                                                                                                |
|  | Crocodylomorpha (coccodrilli, alligatori ecc.)                                                 |
|  |                                                                                                |

|  | †Rauisuchia                                    |
|  |                                                |
|  | Crocodylomorpha (coccodrilli, alligatori ecc.) |
|  |                                                |

|  | †Euparkeria                                                                                            |
|  | |
|  | \| \| †Ornithosuchidae \| \| \| \| \| \| Ornithodira (pterosauri, dinosauri, uccelli ecc.) \| \| \| \| |
|  | |
|  | †Ornithosuchidae                                                                                       |
|  | |
|  | Ornithodira (pterosauri, dinosauri, uccelli ecc.)                                                      |
|  | |

|  | †Ornithosuchidae                                  |
|  |                                                   |
|  | Ornithodira (pterosauri, dinosauri, uccelli ecc.) |
|  |                                                   |

|  | †Aetosauria                                                                                    |
|  |                                                                                                |
|  | \| \| †Rauisuchia \| \| \| \| \| \| Crocodylomorpha (coccodrilli, alligatori ecc.) \| \| \| \| |
|  |                                                                                                |
|  | †Rauisuchia                                                                                    |
|  |                                                                                                |
|  | Crocodylomorpha (coccodrilli, alligatori ecc.)                                                 |
|  |                                                                                                |

|  | †Rauisuchia                                    |
|  |                                                |
|  | Crocodylomorpha (coccodrilli, alligatori ecc.) |
|  |                                                |

|  | †Aetosauria                                                                                    |
|  |                                                                                                |
|  | \| \| †Rauisuchia \| \| \| \| \| \| Crocodylomorpha (coccodrilli, alligatori ecc.) \| \| \| \| |
|  |                                                                                                |
|  | †Rauisuchia                                                                                    |
|  |                                                                                                |
|  | Crocodylomorpha (coccodrilli, alligatori ecc.)                                                 |
|  |                                                                                                |

|  | †Rauisuchia                                    |
|  |                                                |
|  | Crocodylomorpha (coccodrilli, alligatori ecc.) |
|  |                                                |

|  | †Euparkeria                                                                                            |
|  | |
|  | \| \| †Ornithosuchidae \| \| \| \| \| \| Ornithodira (pterosauri, dinosauri, uccelli ecc.) \| \| \| \| |
|  | |
|  | †Ornithosuchidae                                                                                       |
|  | |
|  | Ornithodira (pterosauri, dinosauri, uccelli ecc.)                                                      |
|  | |

|  | †Ornithosuchidae                                  |
|  |                                                   |
|  | Ornithodira (pterosauri, dinosauri, uccelli ecc.) |
|  |                                                   |

|  | †Aetosauria                                                                                    |
|  |                                                                                                |
|  | \| \| †Rauisuchia \| \| \| \| \| \| Crocodylomorpha (coccodrilli, alligatori ecc.) \| \| \| \| |
|  |                                                                                                |
|  | †Rauisuchia                                                                                    |
|  |                                                                                                |
|  | Crocodylomorpha (coccodrilli, alligatori ecc.)                                                 |
|  |                                                                                                |

|  | †Rauisuchia                                    |
|  |                                                |
|  | Crocodylomorpha (coccodrilli, alligatori ecc.) |
|  |                                                |

|  | †Aetosauria                                                                                    |
|  |                                                                                                |
|  | \| \| †Rauisuchia \| \| \| \| \| \| Crocodylomorpha (coccodrilli, alligatori ecc.) \| \| \| \| |
|  |                                                                                                |
|  | †Rauisuchia                                                                                    |
|  |                                                                                                |
|  | Crocodylomorpha (coccodrilli, alligatori ecc.)                                                 |
|  |                                                                                                |

|  | †Rauisuchia                                    |
|  |                                                |
|  | Crocodylomorpha (coccodrilli, alligatori ecc.) |
|  |                                                |

|  | †Euparkeria                                                                                            |
|  | |
|  | \| \| †Ornithosuchidae \| \| \| \| \| \| Ornithodira (pterosauri, dinosauri, uccelli ecc.) \| \| \| \| |
|  | |
|  | †Ornithosuchidae                                                                                       |
|  | |
|  | Ornithodira (pterosauri, dinosauri, uccelli ecc.)                                                      |
|  | |

|  | †Ornithosuchidae                                  |
|  |                                                   |
|  | Ornithodira (pterosauri, dinosauri, uccelli ecc.) |
|  |                                                   |

|  | †Aetosauria                                                                                    |
|  |                                                                                                |
|  | \| \| †Rauisuchia \| \| \| \| \| \| Crocodylomorpha (coccodrilli, alligatori ecc.) \| \| \| \| |
|  |                                                                                                |
|  | †Rauisuchia                                                                                    |
|  |                                                                                                |
|  | Crocodylomorpha (coccodrilli, alligatori ecc.)                                                 |
|  |                                                                                                |

|  | †Rauisuchia                                    |
|  |                                                |
|  | Crocodylomorpha (coccodrilli, alligatori ecc.) |
|  |                                                |

|  | †Aetosauria                                                                                    |
|  |                                                                                                |
|  | \| \| †Rauisuchia \| \| \| \| \| \| Crocodylomorpha (coccodrilli, alligatori ecc.) \| \| \| \| |
|  |                                                                                                |
|  | †Rauisuchia                                                                                    |
|  |                                                                                                |
|  | Crocodylomorpha (coccodrilli, alligatori ecc.)                                                 |
|  |                                                                                                |

|  | †Rauisuchia                                    |
|  |                                                |
|  | Crocodylomorpha (coccodrilli, alligatori ecc.) |
|  |                                                |

|  | †Euparkeria                                                                                            |
|  | |
|  | \| \| †Ornithosuchidae \| \| \| \| \| \| Ornithodira (pterosauri, dinosauri, uccelli ecc.) \| \| \| \| |
|  | |
|  | †Ornithosuchidae                                                                                       |
|  | |
|  | Ornithodira (pterosauri, dinosauri, uccelli ecc.)                                                      |
|  | |

|  | †Ornithosuchidae                                  |
|  |                                                   |
|  | Ornithodira (pterosauri, dinosauri, uccelli ecc.) |
|  |                                                   |

|  | †Aetosauria                                                                                    |
|  |                                                                                                |
|  | \| \| †Rauisuchia \| \| \| \| \| \| Crocodylomorpha (coccodrilli, alligatori ecc.) \| \| \| \| |
|  |                                                                                                |
|  | †Rauisuchia                                                                                    |
|  |                                                                                                |
|  | Crocodylomorpha (coccodrilli, alligatori ecc.)                                                 |
|  |                                                                                                |

|  | †Rauisuchia                                    |
|  |                                                |
|  | Crocodylomorpha (coccodrilli, alligatori ecc.) |
|  |                                                |

|  | †Aetosauria                                                                                    |
|  |                                                                                                |
|  | \| \| †Rauisuchia \| \| \| \| \| \| Crocodylomorpha (coccodrilli, alligatori ecc.) \| \| \| \| |
|  |                                                                                                |
|  | †Rauisuchia                                                                                    |
|  |                                                                                                |
|  | Crocodylomorpha (coccodrilli, alligatori ecc.)                                                 |
|  |                                                                                                |

|  | †Rauisuchia                                    |
|  |                                                |
|  | Crocodylomorpha (coccodrilli, alligatori ecc.) |
|  |                                                |

|  | †Euparkeria                                                                                            |
|  | |
|  | \| \| †Ornithosuchidae \| \| \| \| \| \| Ornithodira (pterosauri, dinosauri, uccelli ecc.) \| \| \| \| |
|  | |
|  | †Ornithosuchidae                                                                                       |
|  | |
|  | Ornithodira (pterosauri, dinosauri, uccelli ecc.)                                                      |
|  | |

|  | †Ornithosuchidae                                  |
|  |                                                   |
|  | Ornithodira (pterosauri, dinosauri, uccelli ecc.) |
|  |                                                   |

|  | †Aetosauria                                                                                    |
|  |                                                                                                |
|  | \| \| †Rauisuchia \| \| \| \| \| \| Crocodylomorpha (coccodrilli, alligatori ecc.) \| \| \| \| |
|  |                                                                                                |
|  | †Rauisuchia                                                                                    |
|  |                                                                                                |
|  | Crocodylomorpha (coccodrilli, alligatori ecc.)                                                 |
|  |                                                                                                |

|  | †Rauisuchia                                    |
|  |                                                |
|  | Crocodylomorpha (coccodrilli, alligatori ecc.) |
|  |                                                |

|  | †Aetosauria                                                                                    |
|  |                                                                                                |
|  | \| \| †Rauisuchia \| \| \| \| \| \| Crocodylomorpha (coccodrilli, alligatori ecc.) \| \| \| \| |
|  |                                                                                                |
|  | †Rauisuchia                                                                                    |
|  |                                                                                                |
|  | Crocodylomorpha (coccodrilli, alligatori ecc.)                                                 |
|  |                                                                                                |

|  | †Rauisuchia                                    |
|  |                                                |
|  | Crocodylomorpha (coccodrilli, alligatori ecc.) |
|  |                                                |

|  | †Euparkeria                                                                                            |
|  | |
|  | \| \| †Ornithosuchidae \| \| \| \| \| \| Ornithodira (pterosauri, dinosauri, uccelli ecc.) \| \| \| \| |
|  | |
|  | †Ornithosuchidae                                                                                       |
|  | |
|  | Ornithodira (pterosauri, dinosauri, uccelli ecc.)                                                      |
|  | |

|  | †Ornithosuchidae                                  |
|  |                                                   |
|  | Ornithodira (pterosauri, dinosauri, uccelli ecc.) |
|  |                                                   |

|  | †Aetosauria                                                                                    |
|  |                                                                                                |
|  | \| \| †Rauisuchia \| \| \| \| \| \| Crocodylomorpha (coccodrilli, alligatori ecc.) \| \| \| \| |
|  |                                                                                                |
|  | †Rauisuchia                                                                                    |
|  |                                                                                                |
|  | Crocodylomorpha (coccodrilli, alligatori ecc.)                                                 |
|  |                                                                                                |

|  | †Rauisuchia                                    |
|  |                                                |
|  | Crocodylomorpha (coccodrilli, alligatori ecc.) |
|  |                                                |

|  | †Aetosauria                                                                                    |
|  |                                                                                                |
|  | \| \| †Rauisuchia \| \| \| \| \| \| Crocodylomorpha (coccodrilli, alligatori ecc.) \| \| \| \| |
|  |                                                                                                |
|  | †Rauisuchia                                                                                    |
|  |                                                                                                |
|  | Crocodylomorpha (coccodrilli, alligatori ecc.)                                                 |
|  |                                                                                                |

|  | †Rauisuchia                                    |
|  |                                                |
|  | Crocodylomorpha (coccodrilli, alligatori ecc.) |
|  |                                                |

|  | †Euparkeria                                                                                            |
|  | |
|  | \| \| †Ornithosuchidae \| \| \| \| \| \| Ornithodira (pterosauri, dinosauri, uccelli ecc.) \| \| \| \| |
|  | |
|  | †Ornithosuchidae                                                                                       |
|  | |
|  | Ornithodira (pterosauri, dinosauri, uccelli ecc.)                                                      |
|  | |

|  | †Ornithosuchidae                                  |
|  |                                                   |
|  | Ornithodira (pterosauri, dinosauri, uccelli ecc.) |
|  |                                                   |

|  | †Aetosauria                                                                                    |
|  |                                                                                                |
|  | \| \| †Rauisuchia \| \| \| \| \| \| Crocodylomorpha (coccodrilli, alligatori ecc.) \| \| \| \| |
|  |                                                                                                |
|  | †Rauisuchia                                                                                    |
|  |                                                                                                |
|  | Crocodylomorpha (coccodrilli, alligatori ecc.)                                                 |
|  |                                                                                                |

|  | †Rauisuchia                                    |
|  |                                                |
|  | Crocodylomorpha (coccodrilli, alligatori ecc.) |
|  |                                                |

|  | †Aetosauria                                                                                    |
|  |                                                                                                |
|  | \| \| †Rauisuchia \| \| \| \| \| \| Crocodylomorpha (coccodrilli, alligatori ecc.) \| \| \| \| |
|  |                                                                                                |
|  | †Rauisuchia                                                                                    |
|  |                                                                                                |
|  | Crocodylomorpha (coccodrilli, alligatori ecc.)                                                 |
|  |                                                                                                |

|  | †Rauisuchia                                    |
|  |                                                |
|  | Crocodylomorpha (coccodrilli, alligatori ecc.) |
|  |                                                |

|  | †Euparkeria                                                                                            |
|  | |
|  | \| \| †Ornithosuchidae \| \| \| \| \| \| Ornithodira (pterosauri, dinosauri, uccelli ecc.) \| \| \| \| |
|  | |
|  | †Ornithosuchidae                                                                                       |
|  | |
|  | Ornithodira (pterosauri, dinosauri, uccelli ecc.)                                                      |
|  | |

|  | †Ornithosuchidae                                  |
|  |                                                   |
|  | Ornithodira (pterosauri, dinosauri, uccelli ecc.) |
|  |                                                   |

|  | †Aetosauria                                                                                    |
|  |                                                                                                |
|  | \| \| †Rauisuchia \| \| \| \| \| \| Crocodylomorpha (coccodrilli, alligatori ecc.) \| \| \| \| |
|  |                                                                                                |
|  | †Rauisuchia                                                                                    |
|  |                                                                                                |
|  | Crocodylomorpha (coccodrilli, alligatori ecc.)                                                 |
|  |                                                                                                |

|  | †Rauisuchia                                    |
|  |                                                |
|  | Crocodylomorpha (coccodrilli, alligatori ecc.) |
|  |                                                |

|  | †Aetosauria                                                                                    |
|  |                                                                                                |
|  | \| \| †Rauisuchia \| \| \| \| \| \| Crocodylomorpha (coccodrilli, alligatori ecc.) \| \| \| \| |
|  |                                                                                                |
|  | †Rauisuchia                                                                                    |
|  |                                                                                                |
|  | Crocodylomorpha (coccodrilli, alligatori ecc.)                                                 |
|  |                                                                                                |

|  | †Rauisuchia                                    |
|  |                                                |
|  | Crocodylomorpha (coccodrilli, alligatori ecc.) |
|  |                                                |

|  | †Euparkeria                                                                                            |
|  | |
|  | \| \| †Ornithosuchidae \| \| \| \| \| \| Ornithodira (pterosauri, dinosauri, uccelli ecc.) \| \| \| \| |
|  | |
|  | †Ornithosuchidae                                                                                       |
|  | |
|  | Ornithodira (pterosauri, dinosauri, uccelli ecc.)                                                      |
|  | |

|  | †Ornithosuchidae                                  |
|  |                                                   |
|  | Ornithodira (pterosauri, dinosauri, uccelli ecc.) |
|  |                                                   |

|  | †Aetosauria                                                                                    |
|  |                                                                                                |
|  | \| \| †Rauisuchia \| \| \| \| \| \| Crocodylomorpha (coccodrilli, alligatori ecc.) \| \| \| \| |
|  |                                                                                                |
|  | †Rauisuchia                                                                                    |
|  |                                                                                                |
|  | Crocodylomorpha (coccodrilli, alligatori ecc.)                                                 |
|  |                                                                                                |

|  | †Rauisuchia                                    |
|  |                                                |
|  | Crocodylomorpha (coccodrilli, alligatori ecc.) |
|  |                                                |

|  | †Aetosauria                                                                                    |
|  |                                                                                                |
|  | \| \| †Rauisuchia \| \| \| \| \| \| Crocodylomorpha (coccodrilli, alligatori ecc.) \| \| \| \| |
|  |                                                                                                |
|  | †Rauisuchia                                                                                    |
|  |                                                                                                |
|  | Crocodylomorpha (coccodrilli, alligatori ecc.)                                                 |
|  |                                                                                                |

|  | †Rauisuchia                                    |
|  |                                                |
|  | Crocodylomorpha (coccodrilli, alligatori ecc.) |
|  |                                                |

|  | †Euparkeria                                                                                            |
|  | |
|  | \| \| †Ornithosuchidae \| \| \| \| \| \| Ornithodira (pterosauri, dinosauri, uccelli ecc.) \| \| \| \| |
|  | |
|  | †Ornithosuchidae                                                                                       |
|  | |
|  | Ornithodira (pterosauri, dinosauri, uccelli ecc.)                                                      |
|  | |

|  | †Ornithosuchidae                                  |
|  |                                                   |
|  | Ornithodira (pterosauri, dinosauri, uccelli ecc.) |
|  |                                                   |

|  | †Aetosauria                                                                                    |
|  |                                                                                                |
|  | \| \| †Rauisuchia \| \| \| \| \| \| Crocodylomorpha (coccodrilli, alligatori ecc.) \| \| \| \| |
|  |                                                                                                |
|  | †Rauisuchia                                                                                    |
|  |                                                                                                |
|  | Crocodylomorpha (coccodrilli, alligatori ecc.)                                                 |
|  |                                                                                                |

|  | †Rauisuchia                                    |
|  |                                                |
|  | Crocodylomorpha (coccodrilli, alligatori ecc.) |
|  |                                                |

|  | †Aetosauria                                                                                    |
|  |                                                                                                |
|  | \| \| †Rauisuchia \| \| \| \| \| \| Crocodylomorpha (coccodrilli, alligatori ecc.) \| \| \| \| |
|  |                                                                                                |
|  | †Rauisuchia                                                                                    |
|  |                                                                                                |
|  | Crocodylomorpha (coccodrilli, alligatori ecc.)                                                 |
|  |                                                                                                |

|  | †Rauisuchia                                    |
|  |                                                |
|  | Crocodylomorpha (coccodrilli, alligatori ecc.) |
|  |                                                |

|  | †Euparkeria                                                                                            |
|  | |
|  | \| \| †Ornithosuchidae \| \| \| \| \| \| Ornithodira (pterosauri, dinosauri, uccelli ecc.) \| \| \| \| |
|  | |
|  | †Ornithosuchidae                                                                                       |
|  | |
|  | Ornithodira (pterosauri, dinosauri, uccelli ecc.)                                                      |
|  | |

|  | †Ornithosuchidae                                  |
|  |                                                   |
|  | Ornithodira (pterosauri, dinosauri, uccelli ecc.) |
|  |                                                   |

|  | †Aetosauria                                                                                    |
|  |                                                                                                |
|  | \| \| †Rauisuchia \| \| \| \| \| \| Crocodylomorpha (coccodrilli, alligatori ecc.) \| \| \| \| |
|  |                                                                                                |
|  | †Rauisuchia                                                                                    |
|  |                                                                                                |
|  | Crocodylomorpha (coccodrilli, alligatori ecc.)                                                 |
|  |                                                                                                |

|  | †Rauisuchia                                    |
|  |                                                |
|  | Crocodylomorpha (coccodrilli, alligatori ecc.) |
|  |                                                |

|  | †Aetosauria                                                                                    |
|  |                                                                                                |
|  | \| \| †Rauisuchia \| \| \| \| \| \| Crocodylomorpha (coccodrilli, alligatori ecc.) \| \| \| \| |
|  |                                                                                                |
|  | †Rauisuchia                                                                                    |
|  |                                                                                                |
|  | Crocodylomorpha (coccodrilli, alligatori ecc.)                                                 |
|  |                                                                                                |

|  | †Rauisuchia                                    |
|  |                                                |
|  | Crocodylomorpha (coccodrilli, alligatori ecc.) |
|  |                                                |

|  | †Euparkeria                                                                                            |
|  | |
|  | \| \| †Ornithosuchidae \| \| \| \| \| \| Ornithodira (pterosauri, dinosauri, uccelli ecc.) \| \| \| \| |
|  | |
|  | †Ornithosuchidae                                                                                       |
|  | |
|  | Ornithodira (pterosauri, dinosauri, uccelli ecc.)                                                      |
|  | |

|  | †Ornithosuchidae                                  |
|  |                                                   |
|  | Ornithodira (pterosauri, dinosauri, uccelli ecc.) |
|  |                                                   |

## Estinzione
La maggior parte delle specie scomparve nella grande estinzione massiva di 65 milioni di anni fa, fra Cretaceo e Terziario. Gli unici gruppi di arcosauri che continuarono a prosperare attraverso il Terziario e sopravvivono ancora in buon numero ai giorni nostri sono gli uccelli (Aves, un gruppo particolare di dinosauri) e i coccodrilli (Crocodylia che include sia i coccodrilli veri e propri, che gli alligatori e i gaviali). Le tartarughe (Testudines) e gli Squamati sono gli altri gruppi di rettili che sopravvivono ancor oggi, ma non sono arcosauri.

## Tassonomia
- Infraclasse Archosauromorpha
  -  Archosauriformes
    -  ARCHOSAURIA
      -  Crurotarsi ("Pseudosuchia")
        - †Ordine Phytosauria
        - †Ordine Aetosauria
        - †Ordine Rauisuchia
        - Ordine Crocodylia

      - Ornithodira ("Ornithosuchia")
        - †Ordine Pterosauria
        - Clade Dinosauria
          - Clade Aves